# Ramón Atiles y Pérez

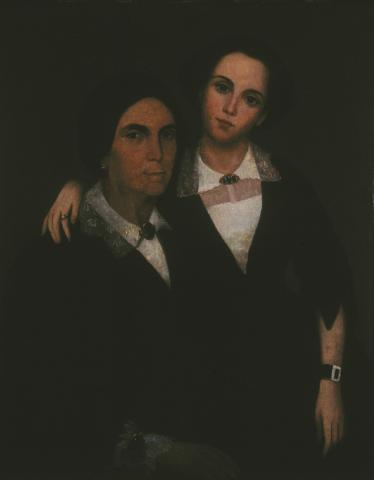
Madre e hija de don Buenaventura Valentín, óleo sobre lienzo, Colección Museo de Arte de Puerto Rico

Ramón Atiles y Pérez (Ponce, Puerto Rico, 1804-1875) fue un pintor notable conocido por sus retratos en miniatura de la burguesía puertorriqueña. Seguidor de José Campeche, de quien se conoce la copia de un autorretrato hecha por Atiles, es junto a  Francisco Oller, el pintor puertorriqueño más importante del siglo XIX. Algunas de sus obras se conservan en el Museo de Arte de Puerto Rico y el Smithsonian American Art Museum.

## Obras
El  Smithsonian American Art Museum conserva un retrato de mujer desconocida, miniatura a la acuarela sobre marfil fechada en 1843, y el retrato de un clérigo,
pintado con igual técnica. El Museo de Arte de Puerto Rico conserva por su parte un retrato al óleo de la madre e hija de Buenaventura Valentín.